# Карл Спителер
Карл Фридрих Георг Спителер (на немски: Carl Friedrich Georg Spitteler), среща се и като Шпителер, е виден швейцарски поет.
Фамилното му име е от названието Spittäler в Швейцария и Австрия на думата „болница“, която в тези държави се изговаря като Спителер. Пише и под псевдонима Карл Феликс Тандем (Carl Felix Tandem).
През 1919 г. е удостоен с Нобелова награда за литература за шедьовъра му епическата поема „Олимпийска пролет“ (Olympischer Frühling) от 1905 – 1910 г.